# Charaxes odysseus
Charaxes odysseus är en fjärilsart som beskrevs av Otto Staudinger 1892. Charaxes odysseus ingår i släktet Charaxes och familjen praktfjärilar. Inga underarter finns listade i Catalogue of Life.

## Bildgalleri

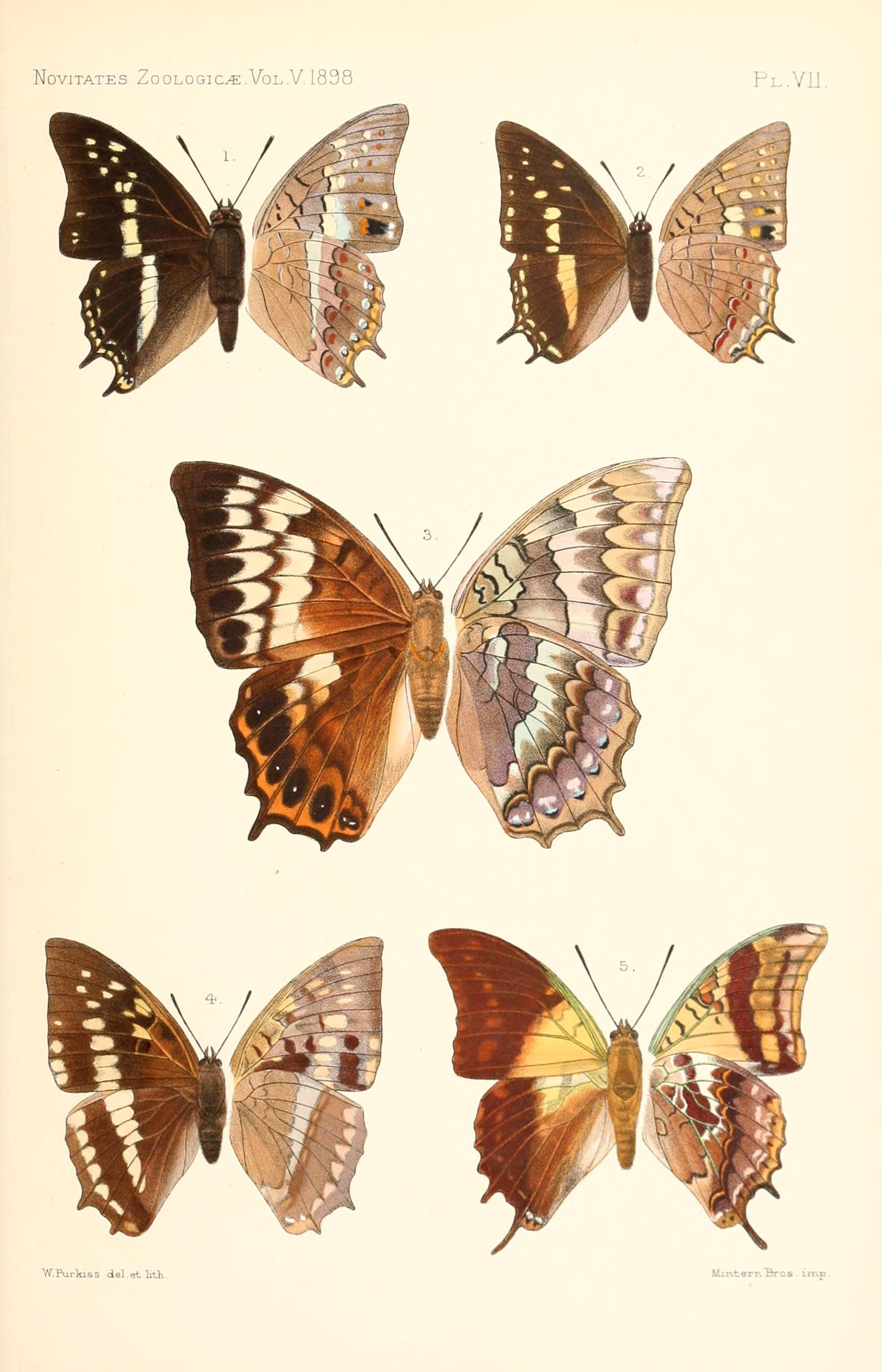